# Auguste-Alexandre Ducrot
Auguste-Alexandre Ducrot (24 de febrero de 1817 - 16 de agosto de 1882) fue un general francés. Ducrot sirvió en Argelia, en la campaña italiana de 1859, y como comandante de división de la Guerra franco-prusiana.
En la Batalla de Sedan el 1 de septiembre de 1870, sucedió en el mando del ejército francés al Mariscal Mac-Mahon cuando este fue herido a primeras horas de la mañana. Para ese tiempo, era obvio que una derrota desastrosa era inevitable. Ducrot resumió la situación con la famosa seña:
Nous sommes dans un pot de chambre, et nous y serons emmerdés. (Estamos en un orinal, y nos vamos a enmierdar.)
Ducrot ordenó la retirada al ejército, pero el General de Wimpffen presentó una comisión autorizándole a él suceder a Mac-Mahon. Wimpffen sobrepasó en el mando a Ducrot, y ordenó un contraataque que fracasó completamente. El emperador Napoleón III después rindió el ejército a los prusianos.
Ducrot rechazó firmar los artículos de rendición, y fue encarcelado por los prusianos. Pronto escapó, y tomó parte en el Sitio de París.
Ducrot comandó el más importante ataque francés contra el asedio prusiano (la Batalla de Villiers), 29 de noviembre - 3 de diciembre de 1870. Después de la derrota de este ataque, Ducrot urgió al gobierno francés a hacer la paz.